# Хайленд, Халим
Халим Хайленд (англ. Khaleem Hyland; родился 5 июня 1989 года в Каренаги, Тринидад и Тобаго) — тринидадский футболист, полузащитник клуба «Аль-Фейсали» и сборной Тринидада и Тобаго.

## Клубная карьера
В 2007 году Хайленд начал свою карьеру в клубе «Сан-Хуан Джаблоти». В мае 2007 года Халим подписал предварительное соглашение с английским Портсмутом. В августе шотландский «Селтик» предлагал за него 450 тыс. фунтов, но Хайленд отклонил предложение. В мае 2008 года он покинул «Джаблоти» и по предварительной договоренности присоединился к «Портсмуту». Новый клуб сразу же отдал Халима в аренду в бельгийский «Зюлте-Варегем» набираться опыта. 7 февраля 2009 года в матче против «Генка» он дебютировал в Жюпиле лиге. После окончания аренды в июне 2009 года «Зюлте-Варегем» выкупил контракт Халима. 30 июля 2010 года в поединке против льежского «Стандарда» он забил свой первый гол за клуб.
В августе 2011 года Хайленд перешёл в «Генк». 18 сентября в поединке против «Стандарда» он дебютировал за новый клуб. 29 октября в поединке против «Брюгге» Халим забил свой первый гол за новую команду. В сезоне 2012/2013 он помог «Генку» завоевать Кубок Бельгии.
Летом 2015 года Халим перешёл в «Вестерло». 26 июля в матче против «Гента» он дебютировал за новую команду. 11 декабря 2016 года в поединке против льежского «Стандарда» Хайленд забил свой первый гол за «Вестерло».
Летом 2017 года Халим перешёл в аравийский «Аль-Фейсали». 12 августа в матче против «Ан-Насра» он дебютировал в саудовской Про-лиге. 14 октября в поединке против «Аль-Фейха» Хайленд забил свой первый гол за «Аль-Фейсали».

## Международная карьера
В январе 2008 года в матче против сборной Пуэрто-Рико Хайленд дебютировал за сборную Тринидада и Тобаго. 7 июня того же года в товарищеском матче против сборной Ямайки он забил свой первый гол за национальную команду. В 2013 года в составе сборной Халим принял участие в розыгрыше Золотого кубка КОНКАКАФ. На турнире он сыграл в трех матчах против сборных Гаити, Сальвадора и Гондураса.
В 2015 году в составе сборной Халим принял участие в розыгрыше Золотого кубка КОНКАКАФ. На турнире он сыграл в матче против сборной Панамы, сборной Мексики и Гватемалы.

### Голы за сборную Тринидада и Тобаго
| #   | Дата           | Место                                             | Противник         | Счёт | Результат | Соревнование                       |
| --- | -------------- | ------------------------------------------------- | ----------------- | ---- | --------- | ---------------------------------- |
| 01. | 7 июня 2008    | Марвин Ли, Макойя, Тринидад и Тобаго              | Ямайка            | 1:0  | 1:1       | Товарищеский матч                  |
| 02. | 7 ноября 2008  | Марвин Ли, Макойя, Тринидад и Тобаго              | Сент-Китс и Невис | 2:0  | 3:1       | Карибский кубок 2008               |
| 03. | 28 марта 2009  | Хейсли Кроуфорд, Порт-оф-Спейн, Тринидад и Тобаго | Гондурас          | 1:1  | 1:1       | Чемпионат мира 2010 (квалификация) |
| 04. | 14 ноября 2015 | Матео Флорес, Гватемала, Гватемала                | Гватемала         | 0:1  | 1:2       | Чемпионат мира 2018 (квалификация) |

## Достижения
Командные
 «Генк»
- Обладатель Кубка Бельгии — 2012/13